# Nederlandse ontdekkingsreizen
Vooral in de periode 1590-1650 hebben diverse Nederlandse ontdekkingsreizigers in allerlei delen van de wereld ontdekkingen gedaan. Vanwege de Tachtigjarige Oorlog waren de Nederlanders in oorlog met Spanje en omdat Spanje en Portugal in deze periode (1580-1640) dezelfde koning hadden, betekende dit ook een grote aanslag op de handel met Portugal.  In 1494 verdeelde de Paus de wereld in het Verdrag van Tordesillas in een Portugese en een Spaanse helft. Spanje had Amerika ontdekt, Portugal de zeevaartroutes naar Azië. Portugal bewaarde de kennis over die routes als ware het een staatsgeheim, zodat het voor andere landen vrijwel onmogelijk was om handel te drijven met de Oost. De Nederlanders probeerden toen maar zelf een route naar Indië te vinden.
Bij de eerste pogingen probeerde men een Noordoostelijke Doorvaart te vinden naar Azië. Het meest bekend zijn de reizen van Willem Barentsz, die in 1594, 1595 en 1596-1597 drie reizen maakte, waarvan de laatste het bekendste is. Op deze reis werd Spitsbergen ontdekt en vond de beroemde overwintering op Nova Zembla plaats.
Ondertussen waren enkele Hollanders in Portugese dienst getreden. Jan Huygen van Linschoten werd klerk van de aartsbisschop in Goa, Indië en had inzage in de handel en zeevaartroutes. Met zijn kennis was in 1595-1597 een expeditie met Cornelis de Houtman erin geslaagd rond de zuidpunt van Afrika naar Indonesië te varen en hoewel deze reis geen winst opleverde vond het wel veel navolging. Vele succesvolle expedities volgden de route rond Afrika, anderen zochten het langs de Straat Magellaan. Olivier van Noort maakte van 1598 tot 1601 de eerste Nederlandse reis rond de wereld.
Omdat de Nederlanders soms meer elkaar beconcurreerden dan de Portugezen, werden in navolging van de Engelse Oost-Indische Compagnie de verschillende maatschappijen die op de oost voeren in 1602 samengevoegd tot de Verenigde Oostindische Compagnie. Deze zocht ook zelf actief naar nieuwe handelsgebieden. Zo werd al direct bij de eerste expeditie Willem Jansz uitgezonden om de kust van Nieuw-Guinea te verkennen, waarbij deze zonder het zich te realiseren Australië ontdekte.
In 1609 landde Henry Hudson al op de kust rond het latere Nieuw-Nederland in zijn zoektocht naar de Noordwestelijke Doorvaart naar Azië in opdracht van de VOC.
Van de latere VOC-ontdekkingsreizen zijn de beide reizen van Abel Tasman het best bekend. Op de eerste ontdekte hij Tasmanië, Nieuw-Zeeland en Tonga, op de tweede bracht hij de noordkust van Australië in kaart.
Ook bij toeval werden ontdekkingen gedaan. In navolging van Hendrik Brouwer, die deze route in 1611 ontdekte, kregen de VOC-kapiteins de opdracht om vanaf Kaap de Goede Hoop naar Java eerst oostwaarts te varen en pas als de juiste lengtegraad was bereikt naar het noorden af te buigen. Omdat het in die tijd nog eigenlijk onmogelijk was op zee lengtegraden vast te stellen, kwam het wel voor dat de kapiteins te ver doorvoeren, en op de westkust van Australië stuitten. De eerste die dit overkwam was Dirk Hartog in 1616. Uiteindelijk zouden de hele westkust en een groot deel van de zuidkust door de VOC-kapiteins in kaart worden gebracht.
Na 1650 nam de Nederlandse belangstelling voor ontdekkingsreizen duidelijk af. De belangrijkste uitzondering was Jacob Roggeveen, die in 1721 op weg ging om het 'onbekende Zuidland' te ontdekken, een continent waarvan men dacht dat het in de zuidelijke Stille Oceaan moest liggen. Het Zuidland ontdekte hij niet, maar wel het Paaseiland met zijn mysterieuze beelden.